# Edymar Martínez
Edymar Martínez Blanco (sinh ngày 10 tháng 7 năm 1995) là một người mẫu, hoa hậu Venezuela. Cô đại diện cho bang Anzoátegui tại cuộc thi Hoa hậu Venezuela 2014 và được trao vương miện Hoa hậu Quốc tế Venezuela bởi hoa hậu tiền nhiệm nhiệm Michelle Bertolini. Martinez đăng quang Hoa hậu Quốc tế 2015 tại Grand Prince Hotel Takanawa ở Tokyo, Nhật Bản vào ngày 5 tháng 11 năm 2015.

## Tiểu sử
Martinez là một người mẫu trẻ bắt đầu làm người mẫu từ khi còn nhỏ với "Tổ chức Intermodels Venezuela" tại quê hương Puerto La Cruz của cô. Vào tháng 12 năm 2010, khi 15 tuổi, Edymar tham gia cuộc thi "Miss Teen Beauty Venezuela" đại diện cho bang mà cô là người chiến thắng, đây là trải nghiệm đầu tiên của cô khi tham gia các cuộc thi sắc đẹp. Edymar đã đưa tin về các chiến dịch cho tạp chí "Trends" và Biglidue.

## Sự nghiệp

### Hoa hậu Venezuela 2014
Edymar đại diện cho bang Anzoátegui trong cuộc thi Hoa hậu Venezuela lần thứ 62 được tổ chức vào ngày 9 tháng 10, nơi cô tranh tài với 24 ứng cử viên khác đại diện cho các bang và khu vực khác nhau của Venezuela. Trong cuộc thi này, cô đã giành chiến thắng trong ban nhạc đặc biệt "Hoa hậu Gương mặt" vào cuối buổi tối, cô được tuyên bố là Hoa hậu Quốc tế Venezuela và đại diện cho đất nước của mình tại Hoa hậu Quốc tế 2015. Cô đã giành chiến thắng trong cuộc thi vào ngày 5 tháng 11 năm 2015. Đây là vương miện Hoa hậu Quốc tế thứ bảy của Venezuela .

### Hoa hậu Quốc tế 2015
Edymar đại diện cho Venezuela trong cuộc thi Hoa hậu Quốc tế 2015 được tổ chức vào ngày 5 tháng 11 tại Grand Prince Hotel Takanawa ở Tokyo, Nhật Bản. Cô tranh tài với hơn 70 thí sinh đến từ các quốc gia và vùng lãnh thổ khác nhau trên thế giới, và kết thúc cuộc thi, cô đã đăng quang Hoa hậu Quốc tế 2015 bởi người tiền nhiệm Valerie Hernandez đến từ Puerto Rico.